# Джорджевич, Владимир (Народный герой Югославии)
Владимир Джорджевич (серб. Владимир Ђорђевић; 1905, Лесковац — 5 ноября 1941, Тулово) — югославский сербский партизан Народно-освободительной войны Югославии, Народный герой Югославии.

## Биография
Родился в Лесковаце в 1905 году. Окончил начальную школу и коммерческое училище, стал работать столяром. В межвоенные годы вступил в рабочее движение, 19 декабря 1923 года назначен секретарём подкомитета Союза работников деревообрабатывающей промышленности Лесковаца, на этом посту пробыл много лет. 1 апреля 1926 года назначен секретарём управления спортивного общества «Слобода», в октябре 1928 года присутствовал на IV конгрессе Коммунистической партии Югославии (КПЮ) в Дрездене.
За свою политическую деятельность Джорджевич преследовался полицией и в 1936 году был заключён в белградскую тюрьму «Главняча», в которой пробыл восемь месяцев. Подвергался пыткам, ему выбили несколько зубов и сломали ключицу. После освобождения Джорджевич ещё больше вовлёкся в деятельность Коммунистической партии Югослоавии и заниматься отправкой добровольцев в Испанию. В 1940 году избран членом Лесковацкого окружного комитета КПЮ. 31 декабря 1940 года обманом (под предлогом призыва в армию) был арестован полицией и заключён в тюрьму у Иваницы.
После бегства из тюрьмы Джорджевич продолжил свою деятельность и вступил в партизанское движение на территории оккупированной Югославии. Участвовал в совещании партработников в селе Братмиловац и 22 июня 1941 года был отправлен на подготовку партизанских отрядов Лесковаца и Вране. Был политруком Кукавицкого партизанского отряда.
В ноябре 1941 года получил приказ двинуться на Власотинцы, но 5 ноября был убит болгарскими солдатами в стычке у села Тулова.
9 октября 1945 года указом Президиума Антифашистского вече народного освобождения Югославии Владимиру Джорджевичу присвоено звание Народного героя Югославии посмертно.